# 泡泡足球

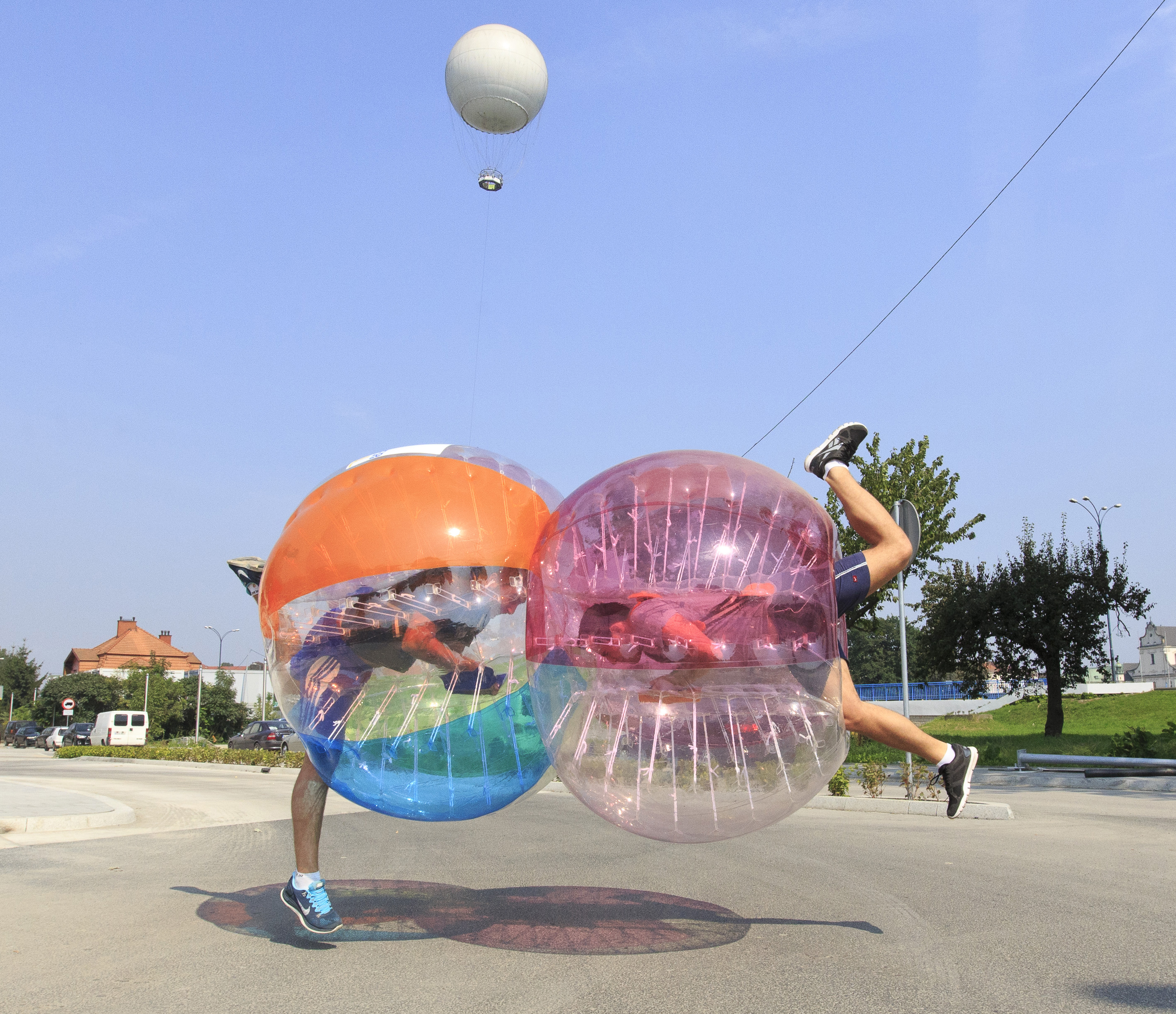
泡泡足球

泡泡足球（英語：Bubble Bump Football）是一種的新興運動。在活動時，玩家身體被包裹在一個類似太空球的氣泡內，穿著護具，並進行特殊規則的足球。這個活動通常舉行於大型室內或室外場域。泡泡足球和一般制足球遵循相同的目標和大致上的規則，(即團隊競爭，以將球踢進對方球門為目標)，惟每人皆須穿著泡泡球。這項運動的知名度仍然在增加。泡泡足球往往作為公司或團體活動時的團康遊戲。此活動也有許多變種，例如泡泡保龄球或泡泡相撲。有公司專門組織泡泡足球活動和出租器材。

## 歷史
泡泡足球最早出現於挪威人Henrik Elvestad和Johan Golden的電視節目黃金入球中 。該運動隨後透過自籌資金的方式在英國迅速傳播 。截至2014年，這項運動已普及於美國和紐西蘭等國家。

## 一般規則
1. 將球射入球門視為得分
2. 可以在遊戲中將對方隊員撞倒，自己隊隊員也可以。
3. 雙方隊員都須著完整保護裝備後始可上場
4. 兩隊人數不一定相同
5. 一些正規足球賽裡的規定在泡泡足球不適用
6. 只能用腳踢比賽足球
7. 穿著泡泡裝的人不可以滾進球門裡。
8. 一定要站著運球。